# Pyin U Lwin
Pyin U Lwin ou Pyin Oo Lwin (birmanês:  ပြင်ဦးလွင်‌, antigamente Maymyo (မေမြို့), é uma pitoresca cidade montanhosa na região de Mandalay, Mianmar, localizada nas Montanhas Shan, cerca de 67 quilômetros a leste de Mandalay, e a uma altitude de 1070 metros.

## História
A cidade surgiu como um posto militar construído perto de uma pequena vila shan com duas dezenas de famílias situado na trilha Lashio-Mandalay, entre Nawnghkio e Mandalay. Em 1896, um posto militar permanente foi criado na cidade e, mais tarde, devido ao seu clima, tornou-se uma estação de montanha e a capital de veraneio da Birmânia britânica. As autoridades birmanesas (civil, comercial e militar) se deslocavam para Maymyo durante a estação quente para escapar do calor e da alta umidade de Rangoon. Durante o domínio britânico e até a década de 1970, Maymyo tinha uma grande população anglo-birmanesa, mas esta diminuiu. Durante a ocupação japonesa, uma vez que muitos anglos estavam concentrados em Maymyo e em seus arredores, os japoneses aprisionaram muitos deles, por medo de sua lealdade para com os ingleses. Hoje, ainda, Maymyo tem uma das maiores concentrações de população anglo-birmanesa do país. O britânico chama a cidade de Maymyo, literalmente de Cidade de May em birmanês, em homenagem ao coronel May, um veterano da Revolta dos Sipais e comandante do Regimento de Bengala temporariamente acampado naquela cidade em 1887. O governo militar da Birmânia renomeou a cidade para Pyin U Lwin.

## Demografia
A cidade tem uma população de aproximadamente 10.000 indianos e 5.000 gorkhas, que se instalaram em Maymyo durante o domínio britânico. Hoje, Pyin U Lwin tem uma próspera comunidade eurasiana, que consiste principalmente de anglo-birmaneses e anglo-indianos.

## Instituições educacionais
Maymyo foi um importante centro educacional durante o período colonial, com os GEHSs (Colégios do Governo Inglês), tais como St. Mary's School, St. Michael's, St. Albert's, St. Joseph's Convent, e Colgate, todas instaladas na cidade. Os colonos britânicos e administradores coloniais enviavam seus filhos para serem educados aqui, tanto filhos europeus, como anglo-birmaneses. A cidade também foi sede de várias escolas de ensino militar aberto para todas as etnias.
É hoje a sede da Academia dos Serviços de Defesa (DSA) e do Instituto de Tecnologia dos Serviços de Defesa (DSIT). Há uma grande presença militar na cidade.

## Economia
As blusas em tricô, as flores e hortas, as plantações de morango, abacaxi, café e a criação de vacas são os principais negócios locais. Houve um influxo de imigrantes chineses (especialmente de Yunnan) nos últimos anos. A cidade é uma estância turística para os habitantes das grandes cidades de Mianmar durante o verão e uma parada popular para os turistas estrangeiros durante o inverno.
Fundado em 1915, o Jardim Botânico Nacional e o adjacente Viveiro de Pyin Oo Lwin são as famosas atrações turísticas de Pyin U Lwin. Um jardim de orquídeas está previsto para 2007.
Hoje, Pyin Oo Lwin é particularmente notável por quatro centros de importância econômica nacional. É o centro de sericicultura (criação de bicho-da-seda). O Centro de Pesquisa de Sericicultura, próximo ao Jardim Botânico National de Kandawgyi, realiza três funções distintas: a plantação intensiva e a colheita de amoreiras (as folhas servem de alimento para o bicho-da-seda, e a casca é utilizada na fabricação de papel feito à mão), a criação dos bichos-da-seda, e a coleta dos casulos da seda. Tem um grande centro de pesquisa de plantas medicinais nativas. E tem uma das poucas instalações para a produção farmacêutica do país.
Além disso, Pyin Oo Lwin é o principal centro de produção de flores e vegetais do país. As flores mais cultivadas são: crisântemo, áster e gladíolo, que são exportadas para todos os cantos de Mianmar durante todo o ano. Por último, Pyin Oo Lwin é o centro da indústria de café de Myanmar, que mais cresce ultimamente. Algumas fábricas na cidade processam o grão de café para distribuição em todo o país, com uma quantidade crescente agora destinada à exportação.

## Pessoas notáveis
- Alan Basil de Lastic (1929 - 2000), proeminente clérigo católico (rito latino) na Índia
- Príncipe Taw Phaya - único neto ainda vivo do rei Thibaw Min, o último rei da Birmânia.

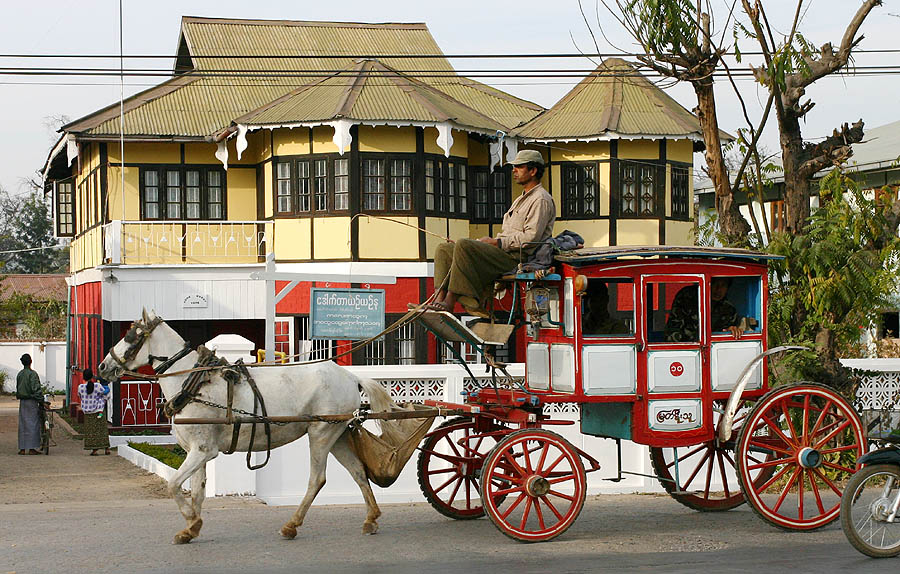
As originais carruagens e casas coloniais britânicas fazem de Pyin U Lwin um destaque entre as demais cidades de Myanmar.
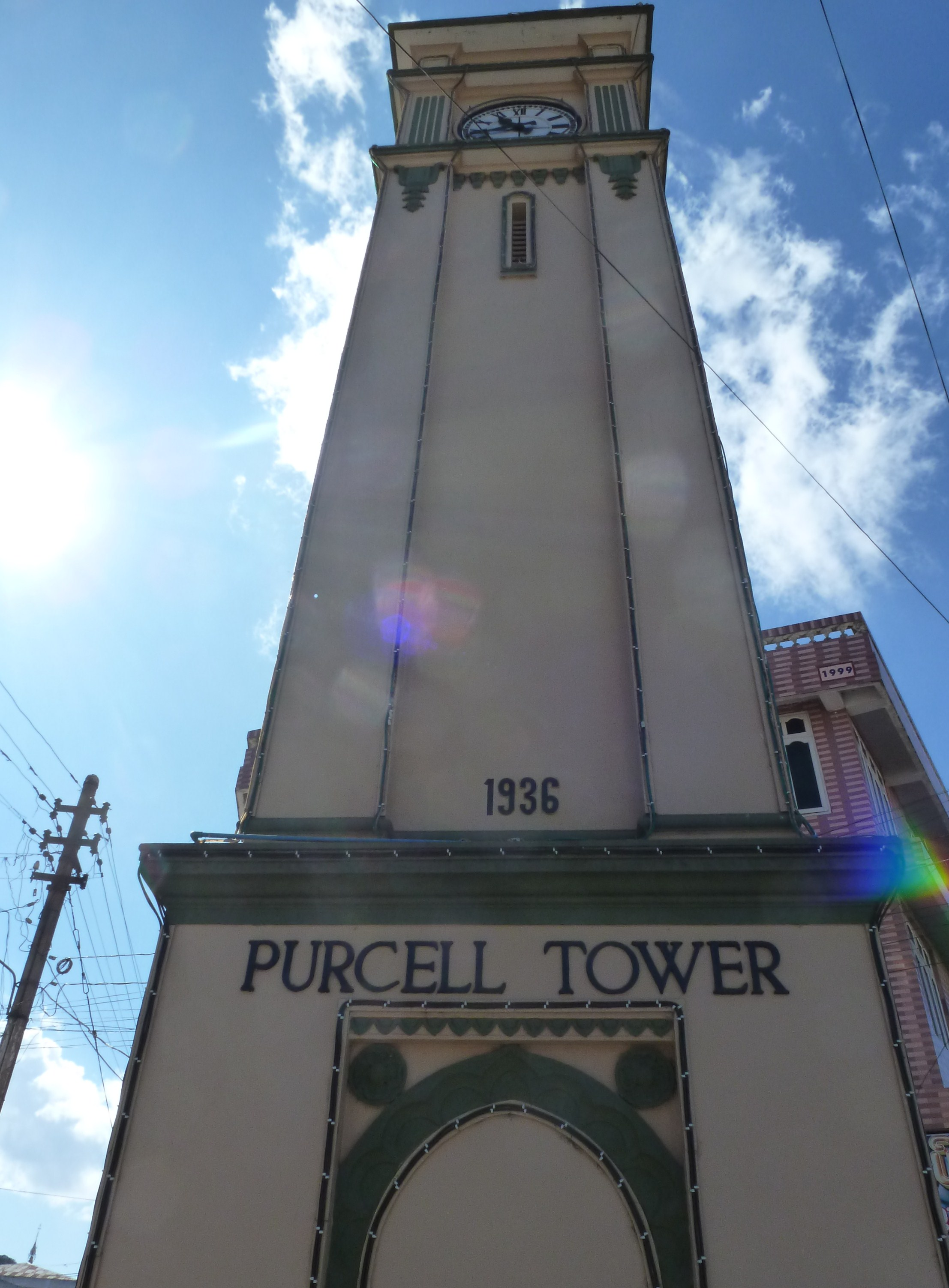
O relógio da Purcell Tower na região central da cidade.
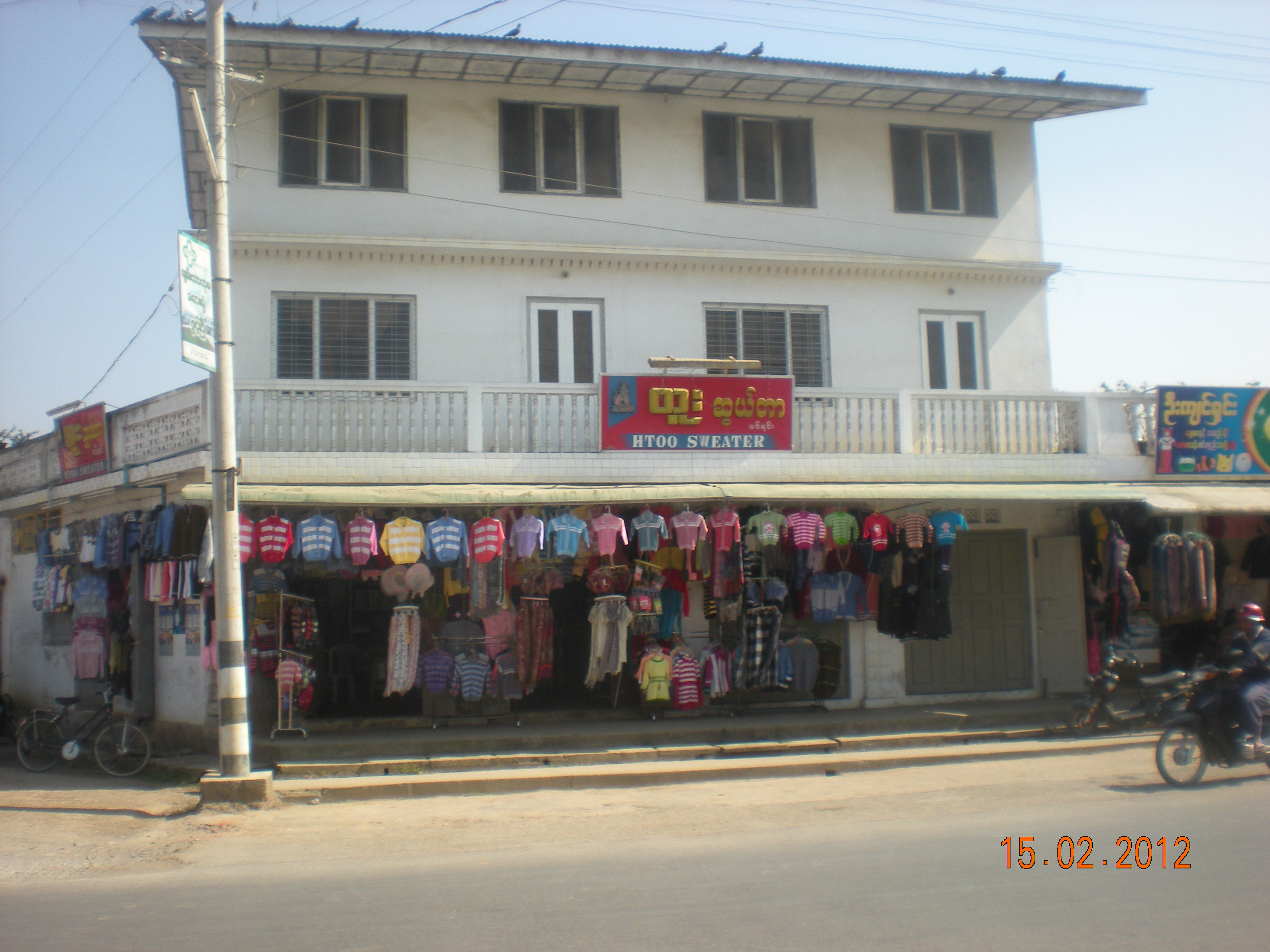
Uma loja popular de venda de roupas de tricô.
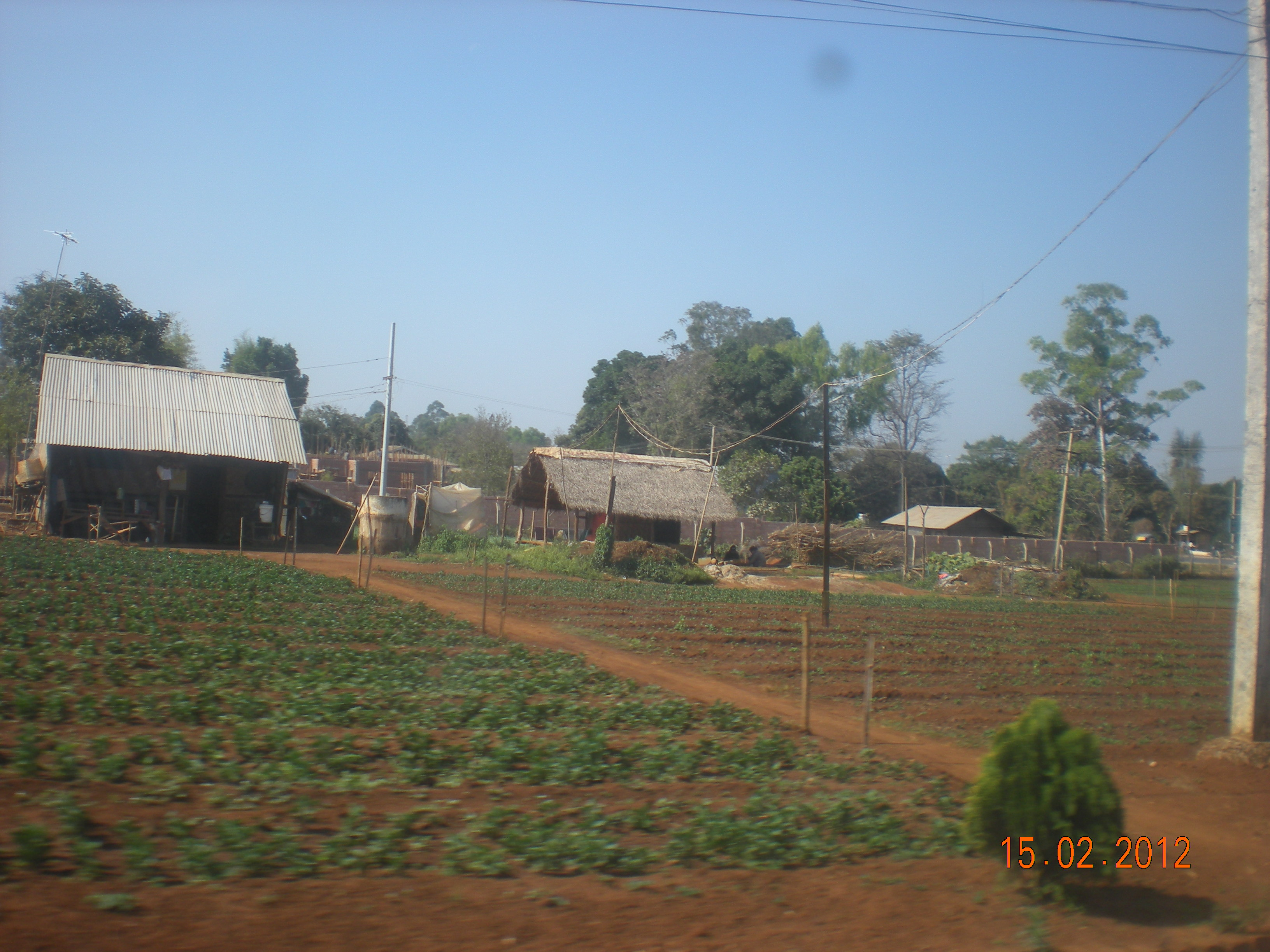
Uma plantação local de morangos.